# Takifugu xanthopterus
Takifugu xanthopterus е вид лъчеперка от семейство Tetraodontidae. Видът не е застрашен от изчезване.

## Разпространение и местообитание
Разпространен е в Китай, Провинции в КНР, Северна Корея, Тайван, Южна Корея и Япония.
Обитава сладководни басейни и морета.

## Описание
На дължина достигат до 50 cm.